# Château d'Iwadeyama
Le château d'Iwadeyama (岩出山城, Iwadeyama-jō) est un château japonais situé dans la ville d'Ōsaki, préfecture de Miyagi au Japon.